# محمد رستم بك

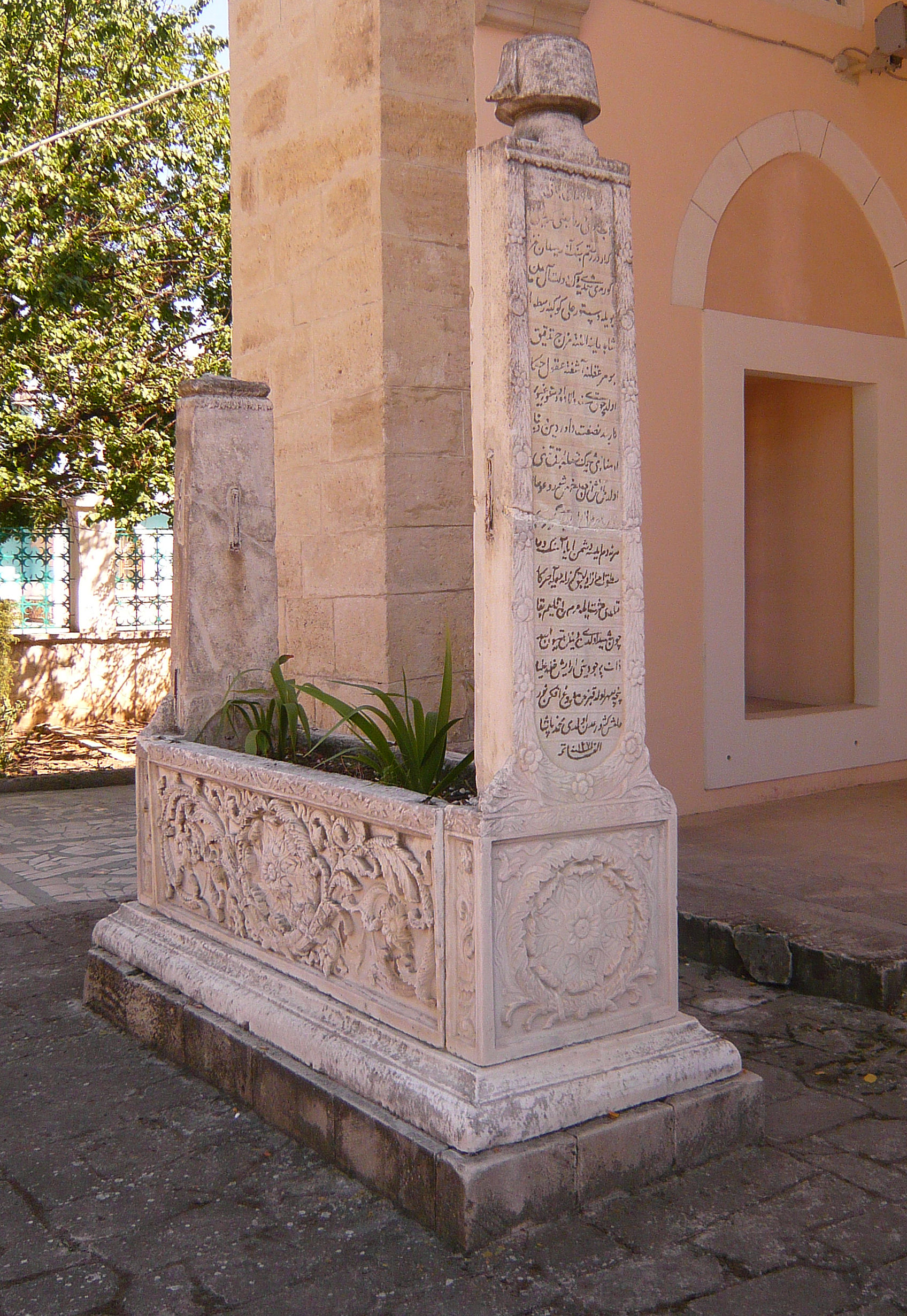
قبر رستم بك خارج مسجد خان جامعي

الأمير ألاي محمد رستم بك هو قائد عسكري مصري. شارك في حرب القرم قائدًا لأحد ألايات الجيش المصري الذي خاض الحرب إلى جوار الجيش العثماني. لقي رستم بك حتفه في معركة كوزلوه (معركة إيفباتوريا) ودُفن في مسجد خان جامعي بمدينة إيفباتوريا في شبه جزيرة القرم.